# Max Heß
Pour les articles homonymes, voir Hess.
Max Heß, né le 13 juillet 1996 à Chemnitz, est un athlète allemand, spécialiste du triple saut.

## Carrière
Après avoir remporté la médaille d'argent lors des Championnats du monde juniors de 2014 , avec un record personnel de 16,55 m, il franchit pour la première fois la mesure de 17 m lors des Championnats d'Allemagne 2016. Le 28 février 2016, il avait sauté à 17,00 m lors des championnats nationaux.
Il détient aussi un record en salle de 8,03 m au saut en longueur obtenu dans sa ville natale en janvier 2015.
Le 19 mars 2016, Heß devient vice-champion du monde en salle lors des championnats du monde en salle de Portland en réalisant par deux fois 17,14 m, nouveau record personnel. Il n'est devancé seulement que par le Chinois Dong Bin (17,33 m) et devance le Français Benjamin Compaoré (17,09 m).
Le 3 mars 2017, lors de l'Euro en salle de Belgrade, il établit un record d'Allemagne en salle avec 17,52 m, améliorant son record de 38 centimètres et également la meilleure performance mondiale de l'année (17,19 m). Deux jours plus tard, il décroche la médaille de bronze avec 17,12 m, battu par le tenant du titre et champion olympique 2008 Nelson Evora (17,20 m) et le quadragénaire Fabrizio Donato (17,13 m).

## Palmarès
| Date | Compétition                       | Lieu             | Résultat | Marque  |
| ---- | --------------------------------- | ---------------- | -------- | ------- |
| 2013 | Championnats du monde cadets      | Donetsk          | 8e       | 15,52 m |
| 2014 | Championnats du monde juniors     | Eugene           | 2e       | 16,55 m |
| 2016 | Championnats du monde en salle    | Portland         | 2e       | 17,14 m |
| 2016 | Championnats d'Europe             | Amsterdam        | 1er      | 17,20 m |
| 2017 | Championnats d'Europe en salle    | Belgrade         | 3e       | 17,12 m |
| 2017 | Championnats d'Europe par équipes | Lille            | 1er      | 17,02 m |
| 2017 | Championnats d'Europe espoirs     | Bydgoszcz        | 3e       | 16,68 m |
| 2018 | Championnats du monde en salle    | Birmingham       | 11e      | 16,47 m |
| 2018 | Ligue de diamant                  | Ligue de diamant | 6e       | 16,60 m |
| 2019 | Championnats d'Europe en salle    | Glasgow          | 3e       | 17,10 m |
| 2021 | Championnats d'Europe en salle    | Toruń            | 3e       | 17,01 m |
| 2023 | Championnats d'Europe en salle    | Istanbul         | 3e       | 16,57 m |
| 2024 | Jeux olympiques                   | Paris            | 7e       | 17,38 m |
| 2025 | Championnats d'Europe en salle    | Apeldoorn        | 2e       | 17,43 m |

## Records
| Épreuve     | Épreuve      | Performance | Lieu        | Date        |
| ----------- | ------------ | ----------- | ----------- | ----------- |
| Triple saut | En plein air | 17,38 m     | Saint-Denis | 9 août 2024 |
| Triple saut | En salle     | 17,52 m     | Belgrade    | 3 mars 2017 |